# 大理南星
大理南星（学名：Arisaema delavayi）是天南星科天南星属的植物，是中国的特有植物。分布在中国大陆的云南省等地，目前尚未由人工引种栽培。